# Römisch-katholische Kirche in Brasilien

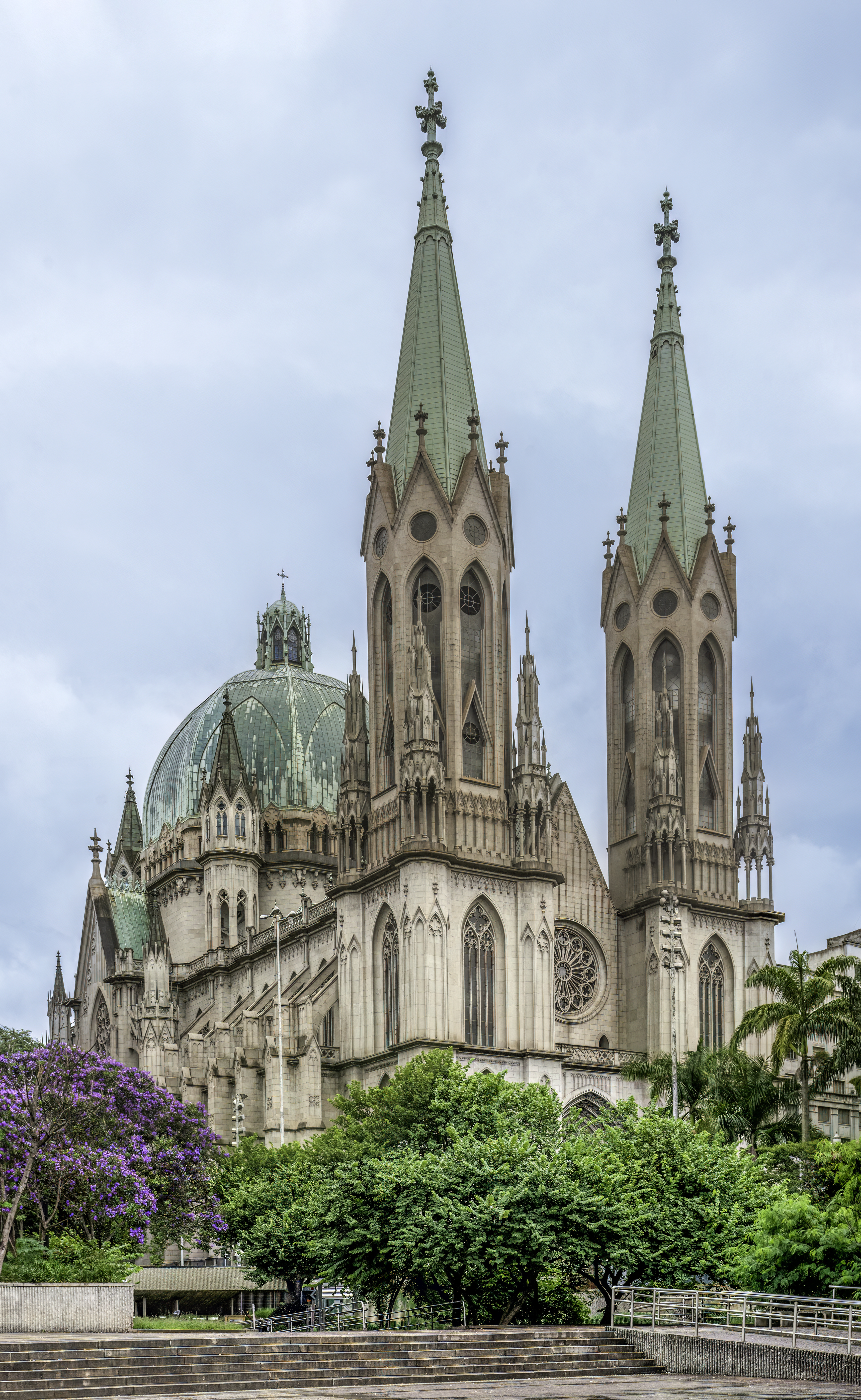
Die römisch-katholische Kathedrale von São Paulo

Die römisch-katholische Kirche in Brasilien ist Teil der weltweiten römisch-katholischen Kirche. Die brasilianische Kirche ist die größte Landeskirche innerhalb der römisch-katholischen Kirche.

## Organisation
Die brasilianische Kirche mit circa 123 Millionen Gläubigen ist in 43 Kirchenprovinzen mit 265 Diözesen beziehungsweise Territorialprälaturen aufgeteilt. Außerdem existiert in Brasilien eine Apostolische Administratur und ein Militärordinariat.
Der Katholikenanteil liegt bei circa 64 % der Gesamtbevölkerung. In den letzten zwei Dekaden konnte eine relativ starke Abwanderung von Katholiken in Richtung protestantischer Freikirchen beobachtet werden.
Der Heilige Stuhl wird diplomatisch durch den Apostolischen Nuntius vertreten. Seit August 2020 ist Erzbischof Giambattista Diquattro Nuntius in Brasilien.

## Bischofskonferenz
Die Brasilianische Bischofskonferenz (Conferência Nacional dos Bispos do Brasil, CNBB) wurde 1952 gegründet. Den Anstoß dazu gaben Weihbischof Hélder Câmara und Pro-Staatssekretär Giovanni Montini, der spätere Papst Paul VI. Sie ist die weltweit größte nationale Bischofskonferenz der katholischen Kirche. Vorsitzende waren zuletzt:
- 2003–2007: Geraldo Majella Kardinal Agnelo, Erzbischof von Erzbistum São Salvador da Bahia
- 2007–2011: Geraldo Lyrio Rocha, Erzbischof von Mariana
- 2011–2015: Raymundo Damasceno Kardinal Assis, Erzbischof von Aparecida[4]
- 2015–2019: Sérgio Kardinal da Rocha, Erzbischof von Brasília[5]
- 2019–2023: Walmor Oliveira de Azevedo, Erzbischof von Belo Horizonte[6]
- seit 2023: Jaime Kardinal Spengler, Erzbischof von Porto Alegre

## Bistümer und Kirchenprovinzen in Brasilien
Lateinische Kirche

Kirchenprovinzen in Brasilien

1. Kirchenprovinz Aparecida: Erzbistum Aparecida: Bistum Lorena, Bistum São José dos Campos, Bistum Taubaté
2. Kirchenprovinz Aracaju: Erzbistum Aracaju: Bistum Estância, Bistum Propriá
3. Kirchenprovinz Belém do Pará: Erzbistum Belém do Pará: Bistum Abaetetuba, Bistum Bragança do Pará, Bistum Cametá, Bistum Castanhal, Bistum Macapá, Bistum Marabá, Bistum Ponta de Pedras, Bistum Santíssima Conceição do Araguaia, Territorialprälatur Marajó,
4. Kirchenprovinz Belo Horizonte: Erzbistum Belo Horizonte: Bistum Divinópolis, Bistum Luz, Bistum Oliveira, Bistum Sete Lagoas
5. Kirchenprovinz Botucatu: Erzbistum Botucatu: Bistum Araçatuba, Bistum Assis, Bistum Bauru, Bistum Lins, Bistum Marília, Bistum Ourinhos, Bistum Presidente Prudente
6. Kirchenprovinz Brasília: Erzbistum Brasília: Bistum Formosa, Bistum Luziânia, Bistum Uruaçu
7. Kirchenprovinz Campinas: Erzbistum Campinas: Bistum Amparo, Bistum Bragança Paulista, Bistum Jaú, Bistum Limeira, Bistum Piracicaba, Bistum São Carlos
8. Kirchenprovinz Campo Grande: Erzbistum Campo Grande: Bistum Corumbá, Bistum Coxim, Bistum Dourados, Bistum Jardim, Bistum Naviraí, Bistum Três Lagoas
9. Kirchenprovinz Cascavel: Erzbistum Cascavel: Bistum Foz do Iguaçu, Bistum Palmas-Francisco Beltrão, Bistum Toledo
10. Kirchenprovinz Chapecó: Erzbistum Chapecó: Bistum Caçador, Bistum Joaçaba, Bistum Lages
11. Kirchenprovinz Cuiabá: Erzbistum Cuiabá: Bistum Barra do Garças, Bistum Diamantino, Bistum Guiratinga, Bistum Juína, Bistum Rondonópolis-Guiratinga, Bistum São Luíz de Cáceres, Bistum Sinop, Bistum Primavera do Leste-Paranatinga, Territorialprälatur São Félix
12. Kirchenprovinz Curitiba: Erzbistum Curitiba: Bistum Guarapuava, Bistum Paranaguá, Bistum Ponta Grossa, Bistum São José dos Pinhais, Bistum União da Vitória
13. Kirchenprovinz Diamantina: Erzbistum Diamantina: Bistum Almenara, Bistum Araçuaí, Bistum Guanhães, Bistum Teófilo Otoni
14. Kirchenprovinz Feira de Santana: Erzbistum Feira de Santana: Bistum Barra, Bistum Barreiras, Bistum Bonfim, Bistum Irecê, Bistum Juazeiro, Bistum Paulo Afonso, Bistum Ruy Barbosa, Bistum Serrinha
15. Kirchenprovinz Florianópolis: Erzbistum Florianópolis: Bistum Criciúma, Bistum Tubarão
16. Kirchenprovinz Fortaleza: Erzbistum Fortaleza: Bistum Crateús, Bistum Crato, Bistum Iguatu, Bistum Itapipoca, Bistum Limoeiro do Norte, Bistum Quixadá, Bistum Sobral, Bistum Tianguá
17. Kirchenprovinz Goiânia: Erzbistum Goiânia: Bistum Anápolis, Bistum Goiás, Bistum Ipameri, Bistum Itumbiara, Bistum Jataí, Bistum Rubiataba-Mozarlândia, Bistum São Luís de Montes Belos
18. Kirchenprovinz Joinville: Erzbistum Joinville: Bistum Blumenau, Bistum Rio do Sul
19. Kirchenprovinz Juiz de Fora: Erzbistum Juiz de Fora: Bistum Leopoldina, Bistum São João del-Rei
20. Kirchenprovinz Londrina: Erzbistum Londrina: Bistum Apucarana, Bistum Cornélio Procópio, Bistum Jacarezinho
21. Kirchenprovinz Maceió: Erzbistum Maceió: Bistum Palmeira dos Índios, Bistum Penedo
22. Kirchenprovinz Manaus: Erzbistum Manaus: Bistum Alto Solimões, Bistum Coari, Bistum Cruzeiro do Sul, Bistum Parintins, Bistum Rio Branco, Bistum Roraima, Bistum São Gabriel da Cachoeira, Bistum Borba, Territorialprälatur Itacoatiara, Territorialprälatur Tefé
23. Kirchenprovinz Mariana: Erzbistum Mariana: Bistum Caratinga, Bistum Governador Valadares, Bistum Itabira-Fabriciano
24. Kirchenprovinz Maringá: Erzbistum Maringá: Bistum Campo Mourão, Bistum Paranavaí, Bistum Umuarama
25. Kirchenprovinz Montes Claros: Erzbistum Montes Claros: Bistum Janaúba, Bistum Januária, Bistum Paracatu
26. Kirchenprovinz Natal: Erzbistum Natal: Bistum Caicó, Bistum Mossoró
27. Kirchenprovinz Niterói: Erzbistum Niterói: Bistum Campos, Bistum Nova Friburgo, Bistum Petrópolis
28. Kirchenprovinz Olinda e Recife: Erzbistum Olinda e Recife: Bistum Afogados da Ingazeira, Bistum Caruaru, Bistum Floresta, Bistum Garanhuns, Bistum Nazaré, Bistum Palmares, Bistum Pesqueira, Bistum Petrolina, Bistum Salgueiro
29. Kirchenprovinz Palmas: Erzbistum Palmas: Bistum Araguaína, Bistum Cristalândia, Bistum Miracema do Tocantins, Bistum Porto Nacional, Bistum Tocantinópolis
30. Kirchenprovinz Paraíba: Erzbistum Paraíba: Bistum Cajazeiras, Bistum Campina Grande, Bistum Guarabira, Bistum Patos
31. Kirchenprovinz Passo Fundo: Erzbistum Passo Fundo: Bistum Erexim, Bistum Frederico Westphalen, Bistum Vacaria
32. Kirchenprovinz Pelotas: Erzbistum Pelotas: Bistum Bagé, Bistum Rio Grande
33. Kirchenprovinz Porto Alegre: Erzbistum Porto Alegre: Bistum Caxias do Sul, Bistum Montenegro, Bistum Novo Hamburgo, Bistum Osório
34. Kirchenprovinz Porto Velho: Erzbistum Porto Velho: Bistum Guajará-Mirim, Bistum Humaitá, Bistum Ji-Paraná, Territorialprälatur Lábrea
35. Kirchenprovinz Pouso Alegre: Erzbistum Pouso Alegre: Bistum Campanha, Bistum Guaxupé
36. Kirchenprovinz Ribeirão Preto: Erzbistum Ribeirão Preto: Bistum Franca, Bistum Jaboticabal, Bistum São João da Boa Vista
37. Kirchenprovinz Santa Maria: Erzbistum Santa Maria: Bistum Cachoeira do Sul, Bistum Cruz Alta, Bistum Santa Cruz do Sul, Bistum Santo Ângelo, Bistum Uruguaiana
38. Kirchenprovinz Santarém: Erzbistum Santarém: Territorialprälatur Itaituba, Bistum Óbidos, Territorialprälatur Alto Xingu-Tucumã, Bistum Xingu-Altamira
39. Kirchenprovinz São José do Rio Preto: Erzbistum São José do Rio Preto: Bistum Barretos, Bistum Catanduva, Bistum Jales, Bistum Votuporanga
40. Kirchenprovinz São Luís do Maranhão: Erzbistum São Luís do Maranhão: Bistum Bacabal, Bistum Balsas, Bistum Brejo, Bistum Carolina, Bistum Caxias do Maranhão, Bistum Coroatá, Bistum Grajaú, Bistum Imperatriz, Bistum Pinheiro, Bistum Viana, Bistum Zé Doca
41. Kirchenprovinz São Paulo: Erzbistum São Paulo: Bistum Campo Limpo, Bistum Caraguatatuba, Bistum Guarulhos, Bistum Mogi das Cruzes, Bistum Osasco, Bistum Santo Amaro, Bistum Santo André, Bistum Santos, Bistum São Miguel Paulista
42. Kirchenprovinz São Salvador da Bahia: Erzbistum São Salvador da Bahia: Bistum Alagoinhas, Bistum Amargosa, Bistum Camaçari, Bistum Cruz das Almas, Bistum Eunápolis, Bistum Ilhéus, Bistum Itabuna, Bistum Teixeira de Freitas-Caravelas
43. Kirchenprovinz São Sebastião do Rio de Janeiro: Erzbistum São Sebastião do Rio de Janeiro: Bistum Barra do Piraí-Volta Redonda, Bistum Duque de Caxias, Bistum Itaguaí, Bistum Nova Iguaçu, Bistum Valença
44. Kirchenprovinz Sorocaba: Erzbistum Sorocaba: Bistum Itapetininga, Bistum Itapeva, Bistum Jundiaí, Bistum Registro
45. Kirchenprovinz Teresina: Erzbistum Teresina: Bistum Bom Jesus do Gurguéia, Bistum Campo Maior, Bistum Floriano, Bistum Oeiras, Bistum Parnaíba, Bistum Picos, Bistum São Raimundo Nonato
46. Kirchenprovinz Uberaba: Erzbistum Uberaba: Bistum Ituiutaba, Bistum Patos de Minas, Bistum Uberlândia
47. Kirchenprovinz Vitória: Erzbistum Vitória: Bistum Cachoeiro de Itapemirim, Bistum Colatina, Bistum São Mateus
48. Kirchenprovinz Vitória da Conquista: Erzbistum Vitória da Conquista: Bistum Bom Jesus da Lapa, Bistum Caetité, Bistum Jequié, Bistum Livramento de Nossa Senhora

- Immediat:

1. Militärordinariat
2. Apostolische Personaladministration St. Johannes Maria Vianney

Armenisch-katholische Kirche
- Apostolisches Exarchat Lateinamerika und Mexiko (umfasst auch Mexiko und Uruguay)

Melkitische Griechisch-katholische Kirche
- Eparchie Nossa Senhora do Paraíso em São Paulo

Syrisch-Maronitische Kirche von Antiochien
- Eparchie Nossa Senhora do Líbano em São Paulo

Ukrainische griechisch-katholische Kirche
- Erzeparchie São João Batista em Curitiba: Eparchie Imaculada Conceição in Prudentópolis

## Bedeutende Persönlichkeiten
- Paulo Evaristo Kardinal Arns OFM, Erzbischof von São Paulo, Befreiungstheologe (†)
- Leonardo Boff, Befreiungstheologe
- Odilo Kardinal Scherer, Erzbischof von São Paulo
- Marcelo Rossi, Priester und Symbolfigur der brasilianischen charismatischen Bewegung
- Dom Helder Camara, Erzbischof von Olinda und Recife (†)
- Erwin Kräutler CPPS, Bischof und Prälat von Xingu, Auszeichnung mit dem alternativen Nobelpreis 2010
- Cláudio Kardinal Hummes, ehemaliger Erzbischof von São Paulo und Kurienkardinal (†)